# メイム叔母さん
『メイム叔母さん』（めいむおばさん、原題：Auntie Mame）は、1958年に製作・公開されたアメリカ映画である。

## 概要
1956年ニューヨークで初演されたパトリック・デニスの小説『メイム叔母さん』（日本では1959年に若草文庫、1974年に角川文庫で刊行。劇化はベティ・コムデンとアドルフ・グリーンによる。）の映画化であり、ニューヨーク初演に引き続いてモートン・ダコスタが演出・監督、ロザリンド・ラッセルが主演した。
1966年にはアンジェラ・ランズベリー主演でミュージカル化されている。1974年の映画版ではルシル・ボールが主演した。
作中の「Life is a banquet, and most poor suckers are starving to death!（「人生とは宴であり、大多数の貧しい人々が死ぬほど飢えている!」）」と言う台詞は、AFIが選出したアメリカ映画の名セリフベスト100において、93位にランクインしている。

## キャスト
- メイム・デニス：ロザリンド・ラッセル
- ボールガード・ジャクソン・ピケット・バーンサイド：フォレスト・タッカー
- ヴェラ・チャールズ：コーラル・ブラウン
- イトウ：シモダ・ユキオ

## スタッフ
- 製作/監督：モートン・ダコスタ
- 脚本：ベティ・コムデン、アドルフ・グリーン
- 音楽：レイ・ハインドーフ、ブロニスラウ・ケイパー
- 撮影監督：ハリー・ストラドリング
- 編集：ウィリアム・H・ジーグラー
- 美術：マルコム・C・バート
- 衣装：オリー＝ケリー

## 映画賞受賞・ノミネーション
- 受賞
  - ゴールデングローブ賞 作品賞 (ミュージカル・コメディ部門)
  - ゴールデングローブ賞 主演女優賞 (ミュージカル・コメディ部門)：ロザリンド・ラッセル
- ノミネーション
  - アカデミー作品賞
  - アカデミー主演女優賞：ロザリンド・ラッセル
  - アカデミー助演女優賞：ペギー・キャス
  - アカデミー撮影賞（カラー）：ハリー・ストラドリング
  - アカデミー美術賞（カラー）：マルコム・C・バート、ジョージ・ジェームズ・ホプキンス
  - アカデミー編集賞：ウィリアム・H・ジーグラー
  - ゴールデングローブ賞 助演女優賞：ペギー・キャス
  - 英国アカデミー賞海外女優賞：ロザリンド・ラッセル